# Ciklooktadien
Ciklooktadien (COD) je ciklični dien sa formulom . Među cis derivatima postoje četiri izomer: 1,2, koji je alen, i 1,3-, 1,4-, i 1,5-. Rasprostranjeni izomeri su 1,3-ciklooktadien i 1,5-cyclooctadiene, koji se koriste kao ligandi za prelazne metale.

## Spoljašnje veze
- 1,5-Ciklooktadien Архивирано на веб-сајту  (16. децембар 2020)